# Papilio tydeus
Papilio tydeus är en fjärilsart som beskrevs av Felder 1860. Papilio tydeus ingår i släktet Papilio och familjen riddarfjärilar. Inga underarter finns listade i Catalogue of Life.

## Bildgalleri

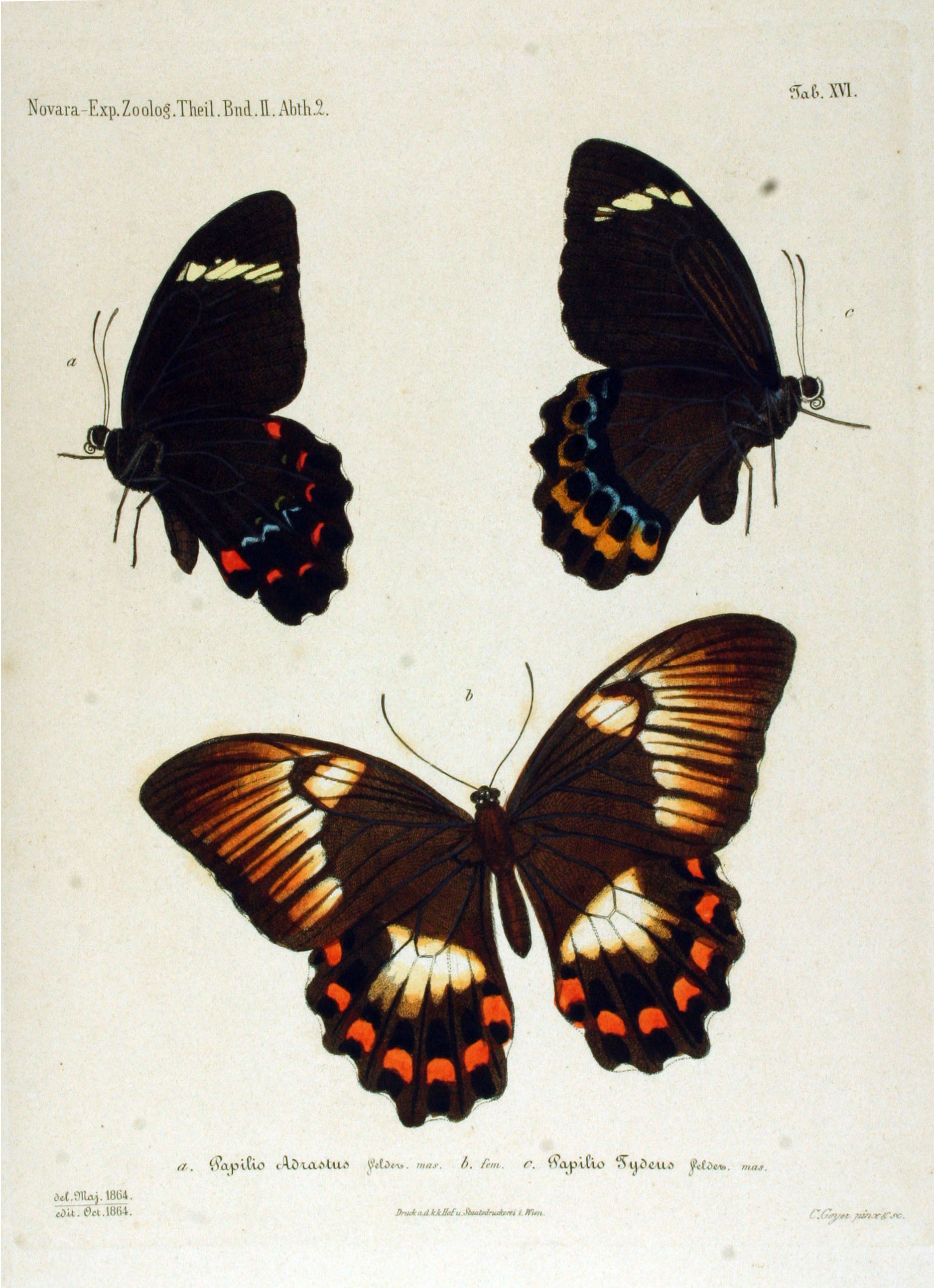
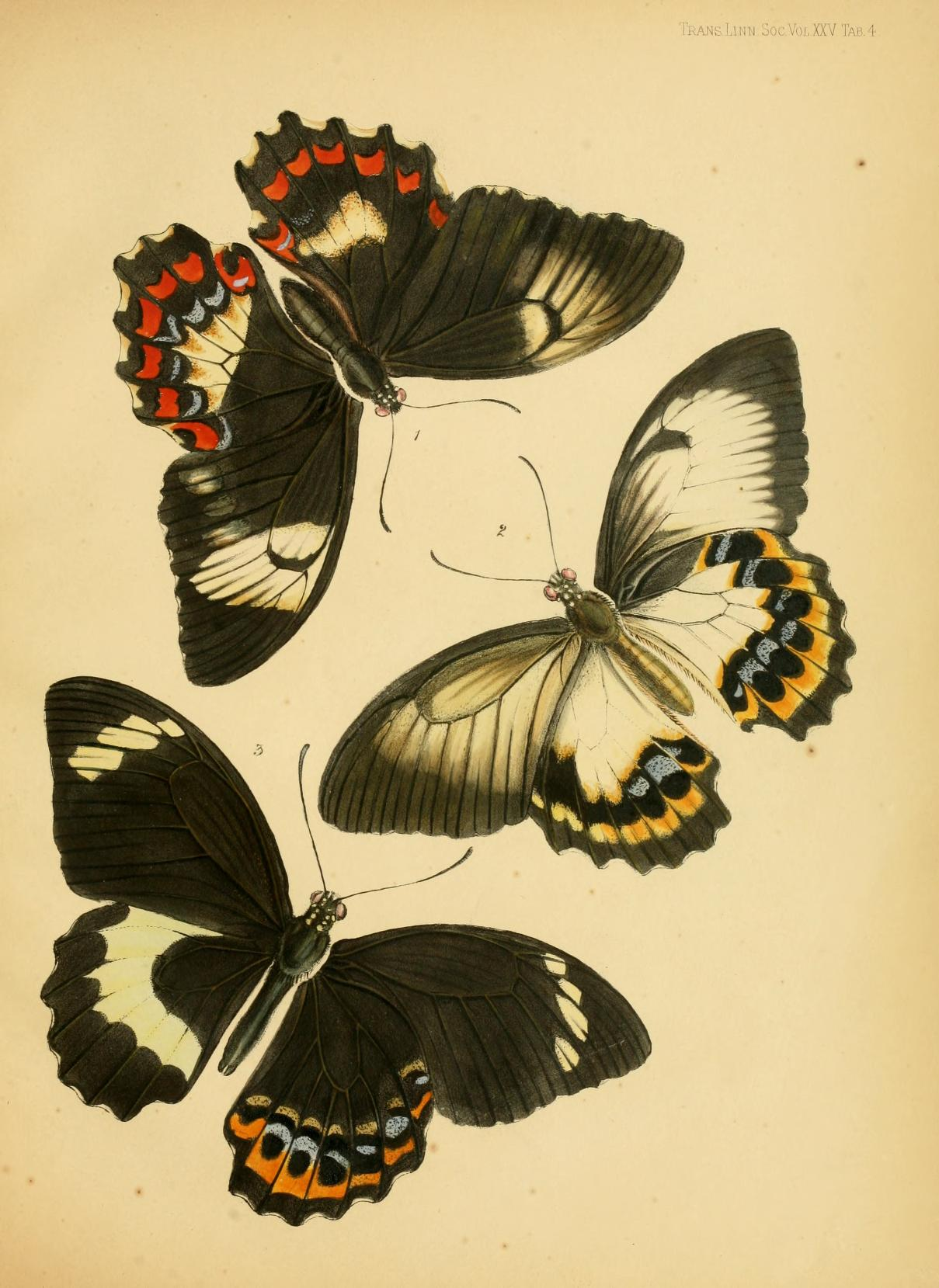